# Robert Broadbent (Radsportler)
Robert Arthur „Bob“ Broadbent (* 5. November 1904 in Richmond (Victoria); † 4. Oktober 1986 in Prahran) war ein australischer Radrennfahrer.

## Sportliche Laufbahn
Broadbent war Bahnradsportler und Teilnehmer der Olympischen Sommerspiele 1924 in Paris. Im Punktefahren schied er aus.